# Central do Maranhão
Central do Maranhão is een gemeente in de Braziliaanse deelstaat Maranhão. De gemeente telt 9.246 inwoners (schatting 2009).